# Lochmorhynchus leoninus
Lochmorhynchus leoninus är en tvåvingeart som beskrevs av Artigas 1971. Lochmorhynchus leoninus ingår i släktet Lochmorhynchus och familjen rovflugor. Inga underarter finns listade i Catalogue of Life.